# Лупий, Ярослав Васильевич
Ярослав Васильевич Лупий (укр. Ярослав Васильович Лупій, род. 2 июня 1946, с. Новая Каменка, Львовской области) — советский и украинский кинорежиссёр и сценарист. Народный артист Украины (2004). Брат советского и украинского поэта, прозаика, драматурга, сценариста Олеся Лупия и первого директора Львовского историко-культурного музея-заповедника «Лычаковское кладбище» Григория Лупия.

## Биография
Родился 2 июня 1946 года в селе Новая Каменка Львовской области.
Окончил Львовский строительный техникум (1966), в 1971 году окончил режиссёрский факультет КГИТИ имени Карпенко-Карого.
С 1971 года — режиссёр Одесской киностудии. Снял первый фильм киностудии «Галичина-фильм» («Люди с номерами», 1991).

## Фильмография

### Режиссёрские работы
- 1975 — Мои дорогие
- 1976 — Мы вместе, мама
- 1977 — Хлеб детства моего
- 1979 — Багряные берега
- 1981 — Сто радостей, или Книга великих открытий
- 1984 — И повторится всё…
- 1987 — Даниил — князь Галицкий
- 1989 — За пределами боли
- 1993 — Секретный эшелон
- 1995 — Партитура на могильном камне
- 2001 — На поле крови. Aceldama
- 2004 — Секонд-хенд

### Сценарист
- 1987 — Даниил — князь Галицкий
- 1989 — За пределами боли
- 1993 — Секретный эшелон
- 2001 — На поле крови. Aceldama

## Награды и звания
- Орден «За заслуги» III степени (28 ноября 2019 года) — за значительный личный вклад в государственное строительство, социально-экономическое, научно-техническое, культурно-образовательное развитие Украинского государства, весомые трудовые достижения, многолетний добросовестный труд[2]
- Юбилейная медаль «20 лет независимости Украины» (19 августа 2011 года) — за значительный личный вклад в социально-экономическое, научно-техническое и культурно-образовательное развитие Украинского государства, весомые трудовые достижения и многолетний добросовестный труд[3]
- Народный артист Украины (10 сентября 2004 года) — за весомый личный вклад в развитие украинского киноискусства, высокое профессиональное мастерство и многолетний плодотворный труд[1].
- Заслуженный деятель искусств Украинской ССР (1980)
- Лауреат премии Ленинского комсомола Украинской ССР (1980)
- Хлеб детства моего — 11-й Всесоюзный кинофестиваль (1978, Ереван): приз жюри за лучший фильм для детей и юношества.[4]